# Ervita
Ervita är en ort i Estland. Den ligger i Koeru kommun och landskapet Järvamaa, i den centrala delen av landet, 90 km sydost om huvudstaden Tallinn. Ervita ligger 87 meter över havet och antalet invånare är 243.
Terrängen runt Ervita är mycket platt. Runt Ervita är det glesbefolkat, med 11 invånare per kvadratkilometer. Närmaste större samhälle är Koeru, 4,4 km nordväst om Ervita. I omgivningarna runt Ervita växer i huvudsak blandskog.